# Samica
Samica är en flerspråkig och tvärvetenskaplig skriftserie med bidrag om språk, litteratur och kulturer i Sápmi som utges av Albert-Ludwigs-Universität Freiburg i Tyskland sedan 2014. Redaktörerna är litteratur- och kulturvetaren Thomas Mohnike vid Strasbourgs universitet och språkvetarna Michael Rießler och Joshua Wilbur vid Freiburgs universitet.

## Historia och profil

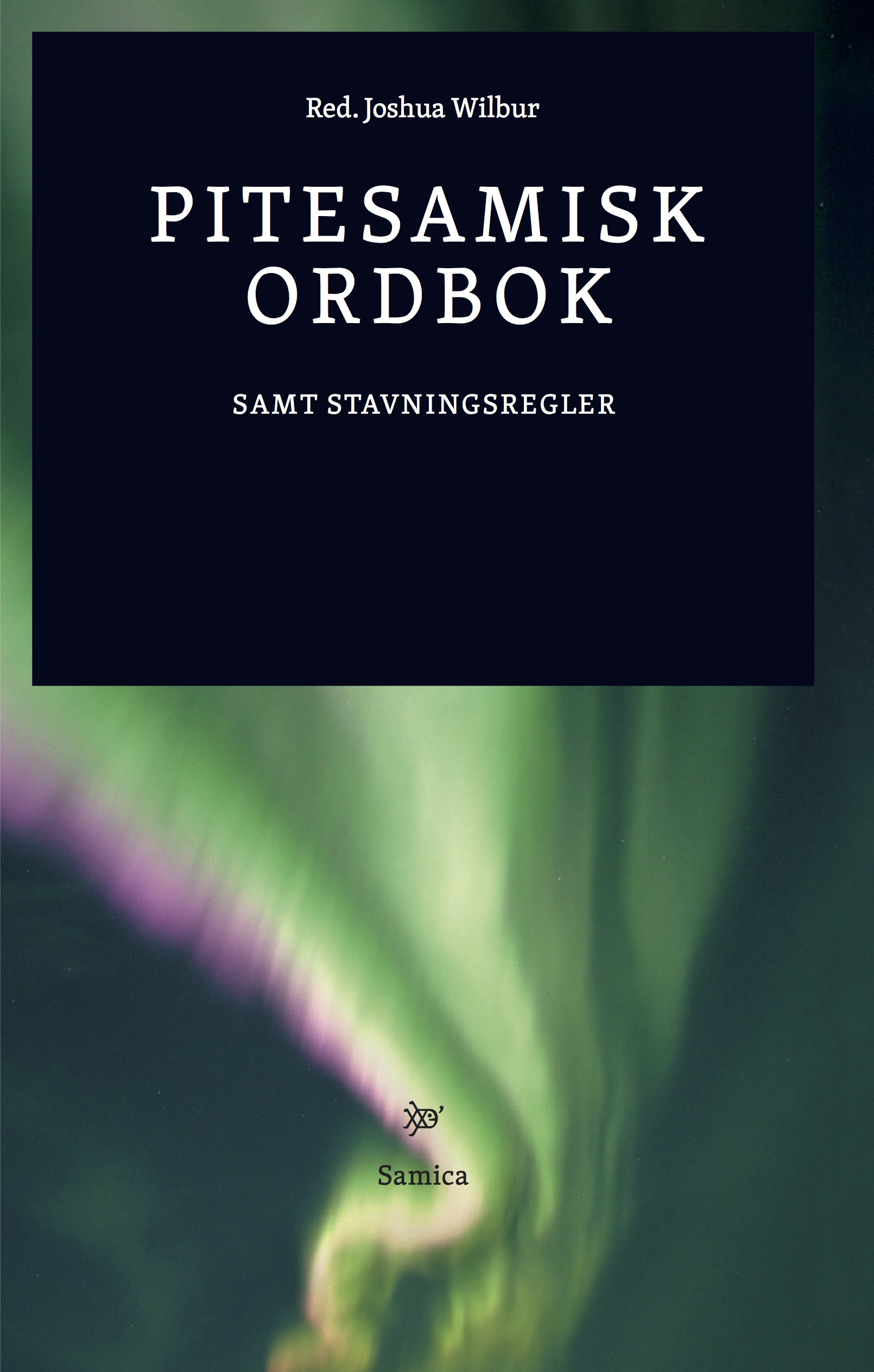
Samica, band 2

Skriftserien grundades 2014 som uppföljare till Kleine saamische Schriften. Liksom sin föregångare riktar sig Samica till läsare med allmänt intresse i samiska studier. I skriftserien publiceras både litterära texter i original eller översättning, populärvetenskapliga saktexter och läromaterial. Publiceringsspråk är tyska, de olika samiska språken eller andra nordiska språk. Utgivningen bedrevs med rent vetenskaplig snarare ekonomiska målsättning och har fått stöd från olika institutioner i Norden, t.ex. FILI, Arjeplogs kommun, Duoddara Ráffe och NORLA. 
Band 2 (Pitesamisk ordbok) är ett bidrag till språkplaneringen för det hotade pitesamiska språket i Sverige och Norge och innehåller det första utkastet till en normerad ortografi, som år 2019 blev officiellt godkänd.

## Översikt över banden
1. Grüße aus Lappland / Nils-Aslak Valkeapää, övers. Johanna Domokos & Gruppe Bⁱ. - Freiburg : Skandinavisches Seminar der Albert-Ludwigs-Universität Freiburg. 2014. ISBN 978-3-9816835-0-9
2. Pitesamisk ordbok : Samt stavningsregler / Joshua Wilbur (red.) - Freiburg : Skandinavisches Seminar der Albert-Ludwigs-Universität Freiburg. 2014. ISBN 978-3-9816835-1-6
3. Skoltesamiske tekster fra Neiden (under utgivning)
4. Worte verschwinden / fliegen / zum blauen Licht : Samische Lyrik von Joik bis Rap / Johanna Domokos, Michael Rießler & Christine Schlosser (red.), övers. Christine Schlosser - Freiburg : Skandinavisches Seminar der Albert-Ludwigs-Universität Freiburg. 2019. ISBN 978-3-9816835-3-0
5. Johan Turi : Ein Bühnenstück mit einem Joik von Áilloš / Harald Gaski & Gunnar H. Gjengset, övers Tatjana Krzemien, Anna-Sophia Mäder & Michael Rießler - Freiburg : Skandinavisches Seminar der Albert-Ludwigs-Universität Freiburg. 2019. ISBN 978-3-9816835-4-7